# Protaetia kohouseki
Protaetia kohouseki är en skalbaggsart som beskrevs av Rataj 1998. Protaetia kohouseki ingår i släktet Protaetia och familjen Cetoniidae. Inga underarter finns listade i Catalogue of Life.